# Chunimpa
Chunimpa, Chuninpa o Chunimpu corresponde a una localidad rural en la comuna de Mariquina, Provincia de Valdivia, Región de Los Ríos, Chile, ubicada en la ribera este del Río Cruces.

## Historia

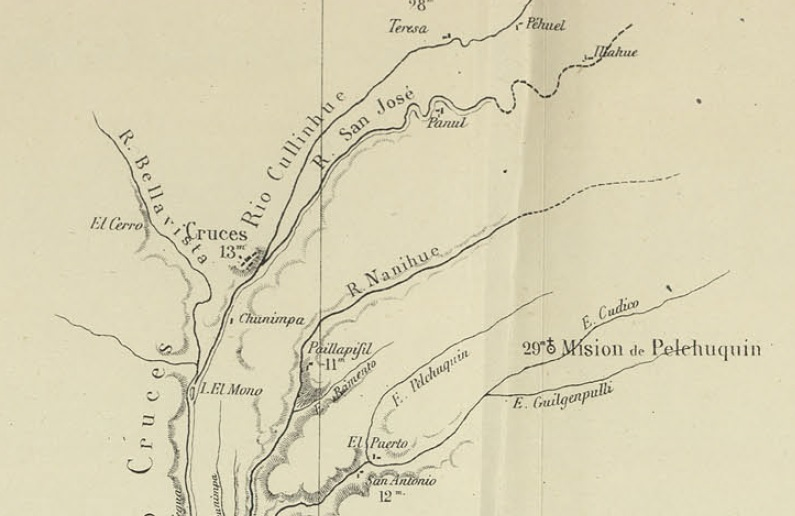
Chunimpa en el Mapa de la expedición de Francisco Vidal Gormaz en 1869

En esta localidad se acuñaron las monedas de plata llamadas Chunimpanas en el año 1822 en el fundo de Antonio Adriazola.
El 20 de mayo de 1859 pasa a esta localidad el explorador alemán Paul Treutler en su primera expedición. Aquí baja de las embarcaciones que viene desde Valdivia para tomar toman caballos que lo conducen a través de Paico, La Esperanza y Cuncún hasta San José de la Mariquina.
La localidad fue visitada por el Ingeniero Francisco Vidal Gormaz en el año 1868 en los trabajos de Exploración del Río Valdivia y sus afluentes encargado por el Gobierno de Chile e incluida en su Mapa.
Y en el año 1899 en el Diccionario Geográfico de Francisco Astaburuaga Cienfuegos es mencionada como un Caserío.

Chunimpu. Caserío pequeño del departamento de Valdivia hacía el N. de su capital. Está asentado en la margen izquierda del río Cruces un poco más abajo ó al S. de la aldea de este nombre y cercana al O. del caserío de Paillapifil. Contiene un establecimiento para labrar y aserrar maderas y un muelle para su embarque en dicho río.
 Francisco Astaburuaga

## Accesibilidad y transporte
Chunimpa se encuentra a 23,1 km de la ciudad de San José de la Mariquina a través de la Ruta 202 y T-288.